# Letnia Uniwersjada 1959
1. Letnia Uniwersjada – międzynarodowe zawody sportowców – studentów, które odbyły się we włoskim Turynie między 26 sierpnia, a 7 września 1959 roku. W imprezie wzięło udział 985 zawodników z 45 krajów, którzy rywalizowali w 8 dyscyplinach. Główną areną zawodów był stadion olimpijski. Turyn ponownie gościł imprezę tej rangi 11 lat później – w 1970 był bowiem organizatorem szóstej letniej uniwersjady.

## Dyscypliny

### Sporty obowiązkowe
| - Koszykówka - Lekkoatletyka | - Piłka wodna - Pływanie - Piłka siatkowa | - Szermierka - Tenis ziemny |

## Polskie medale
Reprezentanci Polski zdobyli w sumie 14 medali. Wynik ten dał polskiej reprezentacji 11. miejsce w klasyfikacji medalowej.

### Złoto
- Elżbieta Krzesińska – lekkoatletyka, skok w dal – 5,94

### Srebro
- Barbara Janiszewska – lekkoatletyka, bieg na 200 metrów – 24,2
- Urszula Figwer – lekkoatletyka, rzut oszczepem – 47,02
- Andrzej Salamon – pływanie, 100 m stylem dowolnym – 57,7
- Jerzy Wojciechowski, Włodzimierz Strzyżewski, Bohdan Gonsior, Wiesław Glos – szpada drużynowo
- Emil Ochyra – szermierka szabla

### Brąz
- Wiesław Król – lekkoatletyka, bieg na 400 metrów przez płotki – 53,2
- Kazimierz Fabrykowski – lekkoatletyka, skok wzwyż – 1,96
- Eugeniusz Wachowski – lekkoatletyka, rzut dyskiem – 52,22
- Elżbieta Krzesińska – lekkoatletyka, bieg na 80 metrów przez płotki – 11,5
- Jarosława Jóźwiakowska – lekkoatletyka, skok wzwyż – 1,61
- Andrzej Kłopotowski – pływanie, 200 m stylem klasycznym – 2:45,1
- Eugeniusz Kaźmierski, Emil Ochyra, Ryszard Parulski, Bronisław Borowski – szermierka, drużyna szablistów
- Aleksander Gediga, Andrzej Muszyński, Waldemar Poleszczuk, Marian Radomski, Zbigniew Rusek, Ryszard Sierszulski, Stefan Stachelski, Wojciech Szuppe, Leonard Tietianiec, Bogdan Tomaszewski, Tadeusz Wleciał – drużyna siatkarzy